# Symon Tarčanovskyj
Symon Tarčanovskyj, cyrilicí Симон Тарчановський, polsky též Szymon Tarczanowski, byl rakouský politik ukrajinské (rusínské) národnosti z Haliče, v 60. letech 19. století poslanec rakouské Říšské rady.

## Biografie
V 60. letech se s obnovou ústavního systému vlády zapojil do vysoké politiky. V zemských volbách roku 1861 byl zvolen na Haličský zemský sněm, kde zastupoval kurii venkovských obcí, obvod Turka.
Působil také coby poslanec Říšské rady (celostátního parlamentu Rakouského císařství), kam ho delegoval Haličský zemský sněm roku 1861 (Říšská rada tehdy ještě byla volena nepřímo, coby sbor delegátů zemských sněmů). 2. května 1861 složil slib. Uváděn byl jako Simon Tarczanowski, majitel hospodářství v obci Chaščiv (Chaszczów).